# キャッチボール×3
『キャッチボール×３』は、2010年11月10日に公開された日本映画。TWILIGHT FILEシリーズ24作目。主演は和泉元彌。他には山本博子、和泉淳子、浜田翔子、黒田アーサー、野村将希が出演。

## 登場人物
- 風間亮（演: 和泉元彌）
- 佐伯小夜（演: 山本博子）
- 風間里奈（演: 和泉淳子）
- 田島ゆり（演: 浜田翔子）
- 高林武雄（演: 黒田アーサー）
- 岡田昭三（演: 野村将希）

## スタッフ
- エグゼクティブプロデューサー / 製作 - 神品信市
- プロデューサー - 山本芳久
- アシスタントプロデューサー – MAKIKO
- 監督/脚本 - 近藤玄隆
- 助監督 - 佃謙介
- 撮影 - 小山田勝治
- 録音 - 沼田和夫
- 制作ディレクター – 西村克也　上野順司
- 製作ディレクター – 愛澤元重　奥村伸也　劔持岳　増田絵美　山多裕生　長岡真央
- 音楽ディレクター - TOSHIMITSU
- 製作 - MIRAI PICTURES JAPAN
- 配給 - MIRAI